# Parti du travail (Mexique)
Pour les articles homonymes, voir Parti du travail.
Le Parti du travail (en espagnol : Partido del Trabajo) est un parti politique mexicain fondé le 8 décembre 1990. Il est actuellement dirigé par Alberto Anaya. Ce parti est membre de la Conférence permanente des partis politiques d'Amérique latine et des Caraïbes (COPPPAL).

## Histoire
Le Parti du travail est fondé le 8 décembre 1990 à Mexico. Ses premiers militants sont issus de diverses organisations sociales, principalement des syndicats ouvriers urbains, et, dans une moindre mesure, des mouvements paysans et enseignants.
Proche du mouvement ouvrier, le PT s'est principalement consacré aux questions sociales depuis sa création. Il est régulièrement allié au Parti de la révolution démocratique (PRD) lors des élections et est plus particulièrement proche du courant mené par Andrés Manuel López Obrador.
Le PT se définit notamment comme socialiste, écologiste et anti-impérialiste.

## Autres personnalités élue
- Lilia Aguilar Gil, députée de la LXIIe législature du Congrès mexicain

## Résultats électoraux

### Élections présidentielles
| Année | Candidat                                       | Voix                                           | %                                              | Rang                                           | Note                                           |
| ----- | ---------------------------------------------- | ---------------------------------------------- | ---------------------------------------------- | ---------------------------------------------- | ---------------------------------------------- |
| 1994  | Cecilia Soto González                          | 970 121                                        | 2.75                                           | 4e                                             |                                                |
| 2000  | soutien à Cuauhtémoc Cárdenas (PRD)            | soutien à Cuauhtémoc Cárdenas (PRD)            | soutien à Cuauhtémoc Cárdenas (PRD)            | soutien à Cuauhtémoc Cárdenas (PRD)            | soutien à Cuauhtémoc Cárdenas (PRD)            |
| 2006  | soutien à Andrés Manuel López Obrador (PRD)    | soutien à Andrés Manuel López Obrador (PRD)    | soutien à Andrés Manuel López Obrador (PRD)    | soutien à Andrés Manuel López Obrador (PRD)    | soutien à Andrés Manuel López Obrador (PRD)    |
| 2012  | soutien à Andrés Manuel López Obrador (PRD)    | soutien à Andrés Manuel López Obrador (PRD)    | soutien à Andrés Manuel López Obrador (PRD)    | soutien à Andrés Manuel López Obrador (PRD)    | soutien à Andrés Manuel López Obrador (PRD)    |
| 2018  | soutien à Andrés Manuel López Obrador (MORENA) | soutien à Andrés Manuel López Obrador (MORENA) | soutien à Andrés Manuel López Obrador (MORENA) | soutien à Andrés Manuel López Obrador (MORENA) | soutien à Andrés Manuel López Obrador (MORENA) |
| 2024  | soutien à Claudia Sheinbaum (MORENA)           | soutien à Claudia Sheinbaum (MORENA)           | soutien à Claudia Sheinbaum (MORENA)           | soutien à Claudia Sheinbaum (MORENA)           | soutien à Claudia Sheinbaum (MORENA)           |